# A magyar állam tulajdonában álló műemlékek listája Bács-Kiskun vármegyében
Az alábbi lista a Bács-Kiskun vármegyében található, magyar állam tulajdonában álló, országos műemléki védettségű ingatlanokat tartalmazza.
 Az alábbi műemléki lista a Magyar Nemzeti Vagyonkezelő Zrt. nyilvántartásának 2013. szeptemberi állapotán alapul, az oldal tartalma csupán tájékoztató jellegű! Az országos műemléki nyilvántartás közhiteles forrása a Lechner Lajos Tudásközpont.
|  | Bővebben: Contra Florentiam |

|  | Bővebben: Kalocsai Fegyház és Börtön |

|  | Bővebben: Ferences kolostor (Kecskemét) |

|  | Bővebben: Cifrapalota |

|  | Bővebben: Bács-Kiskun Vármegyei Büntetés-végrehajtási Intézet |